# SGMS2
SGMS2 (англ. Sphingomyelin synthase 2) – білок, який кодується однойменним геном, розташованим у людей на 4-й хромосомі. Довжина поліпептидного ланцюга білка становить 365 амінокислот, а молекулярна маса — 42 280.
| 10         |  | 20         |  | 30         |  | 40         |  | 50         |
| ---------- |  | ---------- |  | ---------- |  | ---------- |  | ---------- |
| MDIIETAKLE |  | EHLENQPSDP |  | TNTYARPAEP |  | VEEENKNGNG |  | KPKSLSSGLR |
| KGTKKYPDYI |  | QIAMPTESRN |  | KFPLEWWKTG |  | IAFIYAVFNL |  | VLTTVMITVV |
| HERVPPKELS |  | PPLPDKFFDY |  | IDRVKWAFSV |  | SEINGIILVG |  | LWITQWLFLR |
| YKSIVGRRFC |  | FIIGTLYLYR |  | CITMYVTTLP |  | VPGMHFQCAP |  | KLNGDSQAKV |
| QRILRLISGG |  | GLSITGSHIL |  | CGDFLFSGHT |  | VTLTLTYLFI |  | KEYSPRHFWW |
| YHLICWLLSA |  | AGIICILVAH |  | EHYTIDVIIA |  | YYITTRLFWW |  | YHSMANEKNL |
| KVSSQTNFLS |  | RAWWFPIFYF |  | FEKNVQGSIP |  | CCFSWPLSWP |  | PGCFKSSCKK |
| YSRVQKIGED |  | NEKST      |  |            |  |            |  |            |

A: Аланін

C: Цистеїн

D: Аспарагінова кислота

E: Глутамінова кислота

F: Фенілаланін

G: Гліцин

H: Гістидин

I: Ізолейцин

K: Лізин

L: Лейцин

M: Метіонін

N: Аспарагін

P: Пролін

Q: Глутамін

R: Аргінін

S: Серин

T: Треонін

V: Валін

W: Триптофан

Кодований геном білок за функціями належить до трансфераз, кіназ. 
Задіяний у такому біологічному процесі, як метаболізм ліпідів. 
Локалізований у клітинній мембрані, мембрані, апараті гольджі.